# Симонян, Арам Грачаевич
Арам Грачаевич Симонян (арм. Արամ Հրաչիկի Սիմոնյան; 12 апреля 1955, Горис — 8 июня 2022, Ереван) — советский и армянский историк и управленец, доктор исторических наук, профессор. Член-корреспондент Национальной академии наук Армении. Ректор Ереванского государственного университета (2006—2019).

## Биография
Родился 12 апреля 1955 года в Горисе, Армянская ССР. Отец — историк Грачик Рубенович Симонян (1928—2016).
В 1972—1977 годах обучался на историческом факультете Ереванского государственного университета (ЕГУ). В 1977—1981 годах проходил аспирантуру в Институте истории АН СССР в Москве. В 1983 году защитил кандидатскую диссертацию.
В 1981—1983 годах являлся младшим научным сотрудником в Институте истории АН Армянской ССР. В 1982—1986 годах являлся научным сотрудником там же.
В 1986—1989 годах являлся ассистентом на кафедре истории СССР в ЕГУ. В 1989—1991 годах являлся сначала исполняющим обязанности доцента, а потом — доцентом там же. С 1991 по 2000 или 2001 год являлся доцентом кафедры истории Армении в ЕГУ.
С 1992 или 1993 по 1995 год являлся научным секретарём ЕГУ. В 1995—2000 годах руководил отделом образования ЕГУ. В 2000—2006 годах являлся проректором ЕГУ по учебной работе. В 2006—2019 годах являлся ректором ЕГУ, в том числе переизбирался в 2011 году. В 2008—2022 годах являлся директором Института арменоведческих исследований ЕГУ.
В 2000 или 2001 году защитил докторскую диссертацию. В 2005 году получил учёное звание профессора. В 2006 году был избран членом-корреспондентом Национальной академии наук Армении (НАН РА). В 2011—2021 годах входил в президиум НАН РА.
В 2014 году основал научный журнал «Вопросы арменоведения» и стал его главным редактором.
Знал армянский, английский и русский языки. Состоял в браке, имел двоих дочерей. Являлся членом Республиканской партии Армении.
Умер 8 июня 2022 года в Ереване.

## Научная деятельность
Область научных исследований — армянская история второй половины XIX и начала XX веков; в частности, историческая статистика, индустриальный капитал и история Арцаха и Зангезура в 1917—1921 годах.
Автор 4 монографий и более 100 научных статей. Под руководством Симоняна было 12 кандидатских диссертаций.

## Награды
- Медаль Мовсес Хоренаци (2009)[5].
- Медаль «20 лет независимости Республики Казахстан» (2011)[3].
- Почётный доктор Санкт-Петербургского государственного университета (2012)[3].
- Заслуженный деятель науки Республики Армения (2014)[3].
- Медаль «Махтумкули Фраги» (2014, Туркменистан)[3].
- Медаль «Вачаган Барепашт» (2016)[3].